# Jankovačka mikroregija
Jankovačka mikroregija (mađ. Jánoshalmi kistérség) je mikroregija u Bačko-kiškunskoj županiji u Mađarskoj.
U njoj se nalazi 4 naselja, u kojima ukupno živi 16.697 stanovnika. Ukupne je površine 399,10 km2), a gustoća naseljenosti je 42,51 osobe na km2. 
Sjedište mikroregije je gradić Jankovac.

## Naselja
| Ime      | Mađarski naziv | Površina (km2) | Br. stanovnika |
| -------- | -------------- | -------------- | -------------- |
| Borota   | Borota         | 81,80          | 1 537          |
| Jankovac | Jánoshalma     | 132,21         | 9 848          |
| Kilaš    | Kéleshalom     | 61,63          | 551            |
| Miljkut  | Mélykút        | 123,5          | 5 775          |